# Medical Properties Trust
Medical Properties Trust, Inc. mit Sitz in Birmingham, Alabama, ist ein Immobilieninvestment-Trust, der in Gesundheitseinrichtungen investiert, die NNN-Mietverträgen unterliegen. Das Unternehmen besitzt Immobilien in den USA, Australien, Kolumbien, Deutschland, Italien, Portugal, Spanien, der Schweiz und Großbritannien.
Das Unternehmen besitzt Beteiligungen an mehreren Gesundheitsdienstleistern. Aktuelle und frühere Investitionen umfassten Steward Health Care, Capella Healthcare und Ernest Health.

## Unternehmensgeschichte
Medical Properties Trust wurde am 27. August 2003 gegründet.
Im Jahr 2005 erwarb das Unternehmen das Northern California Rehabilitation Hospital für 20,75 Millionen US-Dollar und das Chino Valley Medical Center für 21 Millionen US-Dollar.
Im Jahr 2012 erwarb es Ernest Health in einer 400-Millionen-Dollar-Transaktion.
Im März 2016 fusionierte das Unternehmen seine Beteiligung an den Aktivitäten von Capella Healthcare mit RegionalCare.
Im Oktober 2016 investierte Medical Properties Trust 1,25 Milliarden US-Dollar in das Steward Health Care System.
Im Mai 2017 kündigte das Unternehmen an, 1,4 Milliarden US-Dollar in 10 Akutkrankenhäuser und eine verhaltensmedizinische Einrichtung zu investieren.
Im August 2019 kaufte es acht britische Krankenhäuser, die von Ramsay Health Care betrieben werden, und 16 Krankenhäuser, die von Prospect Medical Holdings betrieben werden. Im Dezember 2019 hat der Medical Properties Trust beschlossen, fast 2 Milliarden US-Dollar – oder 1,5 Milliarden Pfund – von 30 Krankenhäusern in Großbritannien zu kaufen.

## Börsenfakten
Das Unternehmen Medical Properties Trust ist seit dem Jahr 2005 mit dem Kürzel MPW an der New York Stock Exchange gelistet.
MPW hat eine Marktkapitalisierung von 6,58 Mrd. USD (Stand 21. Oktober 2022).

## Fakten zu Medical Properties Trust
Aktuell verfügt das Unternehmen über 115 Mitarbeiter.
Das Unternehmen wird vom CEO, Edward K Aldag Jr, geführt.